# Dustin Byfuglien
Dustin Ray Byfuglien (* 27. März 1985 in Minneapolis, Minnesota) ist ein ehemaliger US-amerikanischer Eishockeyspieler. Der Verteidiger, der seine Karriere als Flügelstürmer begann, bestritt zwischen 2006 und 2019 über 800 Partien für die Chicago Blackhawks, Atlanta Thrashers und Winnipeg Jets in der National Hockey League (NHL). Mit den Blackhawks gewann er dabei in den Playoffs 2010 den Stanley Cup. Zudem vertrat Byfuglien, der vor allem für seine außergewöhnliche Physis bekannt war, die Nationalmannschaft der USA beim World Cup of Hockey 2016.

## Karriere

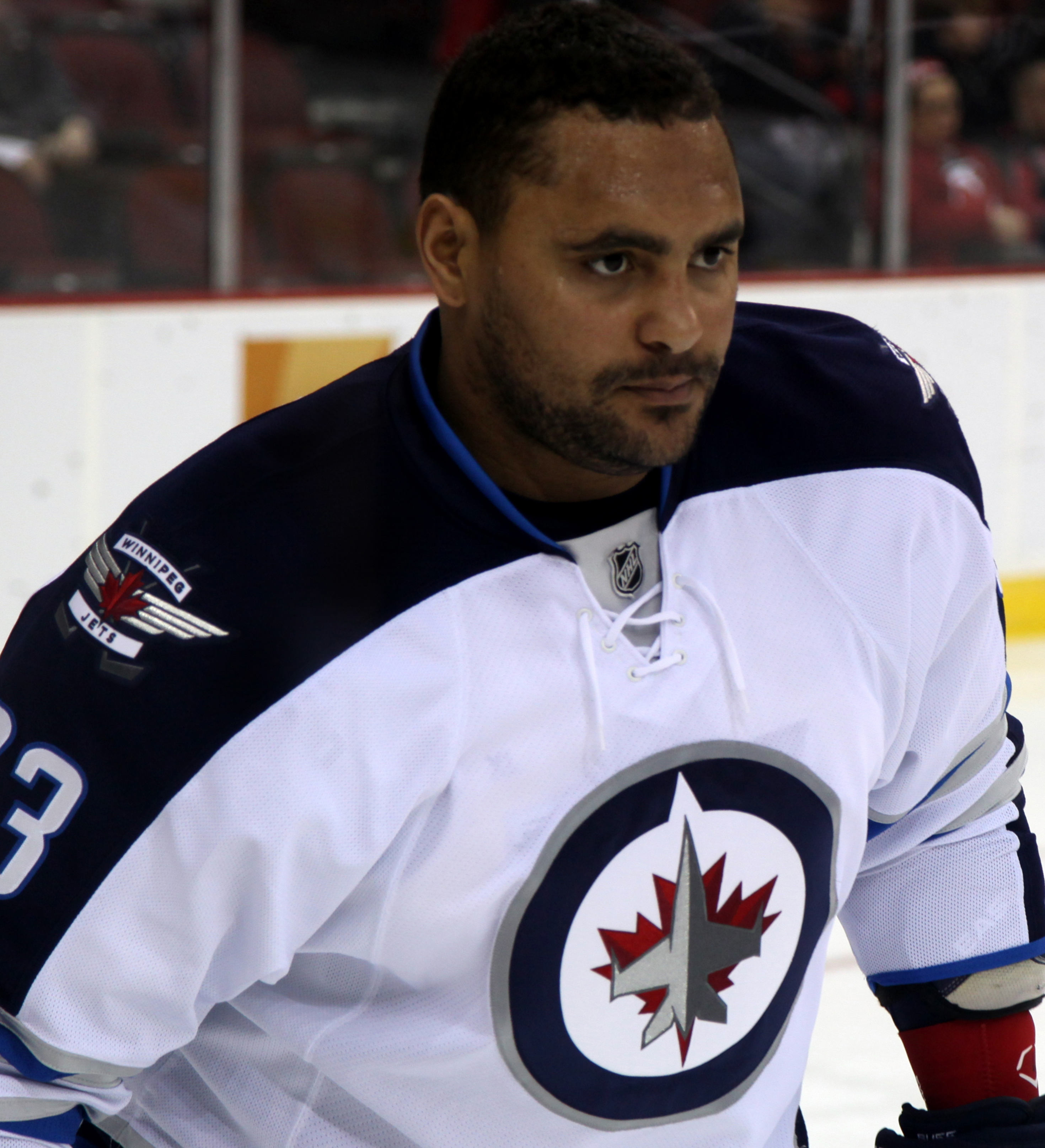
Byfuglien im Trikot der Jets (2013)

Dustin Byfuglien begann seine Karriere als Eishockeyspieler in der Saison 2001/02 bei den Brandon Wheat Kings aus der Western Hockey League. Zu Beginn der folgenden Spielzeit wechselte er zum Ligarivalen Prince George Cougars, für die er bis 2005 insgesamt drei Jahre lang spielte. In dieser Zeit wurde der gelernte Verteidiger während des NHL Entry Draft 2003 von den Chicago Blackhawks in der achten Runde als insgesamt 245. Spieler ausgewählt.
Im Sommer 2005 wurde Byfuglien erstmals in den Kader des damaligen Farmteams Chicagos, die Norfolk Admirals aus der American Hockey League, aufgenommen. Für die Admirals bestritt der Verteidiger in seiner ersten Saison im professionellen Eishockey 53 Spiele, in denen er auf 23 Scorerpunkte kam, davon acht Tore. In der gleichen Saison gab Byfuglien sein Debüt in der National Hockey League für die Blackhawks und erzielte in 25 Spielen fünf Scorerpunkte, darunter drei Tore. In der folgenden Spielzeit stand Byfuglien erneut sowohl im Kader der Admirals, als auch der Blackhawks. In der Saison 2007/08 erkämpfte er sich schließlich einen Stammplatz im NHL-Kader Chicagos, wobei er von einer Umschulung zum Power Forward profitierte. In der Saison 2009/10 gewann er mit Chicago den Stanley Cup.
Zur Saison 2010/11 wechselte Byfuglien zu den Atlanta Thrashers, wo er wieder als Verteidiger eingesetzt wurde. Nach der Umsiedlung nach Winnipeg, nach der die Thrashers als Winnipeg Jets firmierten, fungierte Byfuglien als Assistenzkapitän und wurde weiterhin sowohl als Verteidiger als auch als Angreifer eingesetzt. In Diensten der Jets entwickelte sich der US-Amerikaner auf seiner Position in der Abwehr zu einem der besten Offensivverteidiger der Liga und war zumeist für 40 bis 50 Scorerpunkte pro Spielzeit gut.
Vor Beginn der Saison 2019/20 zog sich Byfuglien vorerst aus persönlichen Gründen zurück und nahm nicht am saisonvorbereitenden Trainingslager teil. Im Februar 2020 wurde verkündet, dass er in der Spielzeit nicht mehr zum Einsatz kommen wird, ehe sich beide Parteien im April 2020 auf eine vorzeitige Auflösung seines Vertrages einigten. Dies bedeutete im weiteren Verlauf das Ende seiner aktiven Karriere, in der er 869 NHL-Partien bestritten und dabei 525 Scorerpunkte verzeichnet hatte.

### International
Beim World Cup of Hockey 2016 debütierte Byfuglien für das US-amerikanische Nationalteam, schied jedoch mit der Mannschaft bereits in der Gruppenphase aus. In zwei Turniereinsätzen bereitete er dabei ein Tor vor.

## Erfolge und Auszeichnungen
| - 2007 Teilnahme am AHL All-Star Classic - 2007 AHL Second All-Star Team - 2010 Stanley-Cup-Gewinn mit den Chicago Blackhawks - 2011 Teilnahme am NHL All-Star Game | - 2012 Teilnahme am NHL All-Star Game (verletzungsbedingte Absage) - 2015 Teilnahme am NHL All-Star Game - 2016 Teilnahme am NHL All-Star Game |

## Karrierestatistik

### International
Vertrat die USA bei:
- World Cup of Hockey 2016

(Legende zur Spielerstatistik: Sp oder GP = absolvierte Spiele; T oder G = erzielte Tore; V oder A = erzielte Assists; Pkt oder Pts = erzielte Scorerpunkte; SM oder PIM = erhaltene Strafminuten; +/− = Plus/Minus-Bilanz; PP = erzielte Überzahltore; SH = erzielte Unterzahltore; GW = erzielte Siegtore; 1 Play-downs/Relegation; Kursiv: Statistik nicht vollständig)